# Candi (Tanah Sepenggal)
Candi is een bestuurslaag in het regentschap Bungo van de provincie Jambi, Indonesië. Candi telt 2993 inwoners (volkstelling 2010).